# Natrix helvetica
Natrix helvetica (лат.) — вид змей из семейства ужеобразных. Распространён в Западной Европе. Ранее считался подвидом обыкновенного ужа, но в 2017 году по результатам молекулярно-генетических исследований его было предложено рассматривать как отдельный вид.

## Внешний вид
В длину в среднем достигает 160 см. Самки могут вырастать до 200 см, а самцы до 140 см. Кроме того, самцы имеют более стройное телосложение. Туловище покрыто килеватыми чешуями, лишь чешуйки, соприкасающиеся с брюшными щитками могут гладкими.
От обыкновенного ужа в пределах зоны гибридизации двух видов отличается наличием поперечных чёрточек по бокам тела и одного широкого тёмного затылочного пятна (вместо двух узких, разделённых, светлым пятном).

Сравнение рисунка головы Natrix helvetica и Natrix natrix
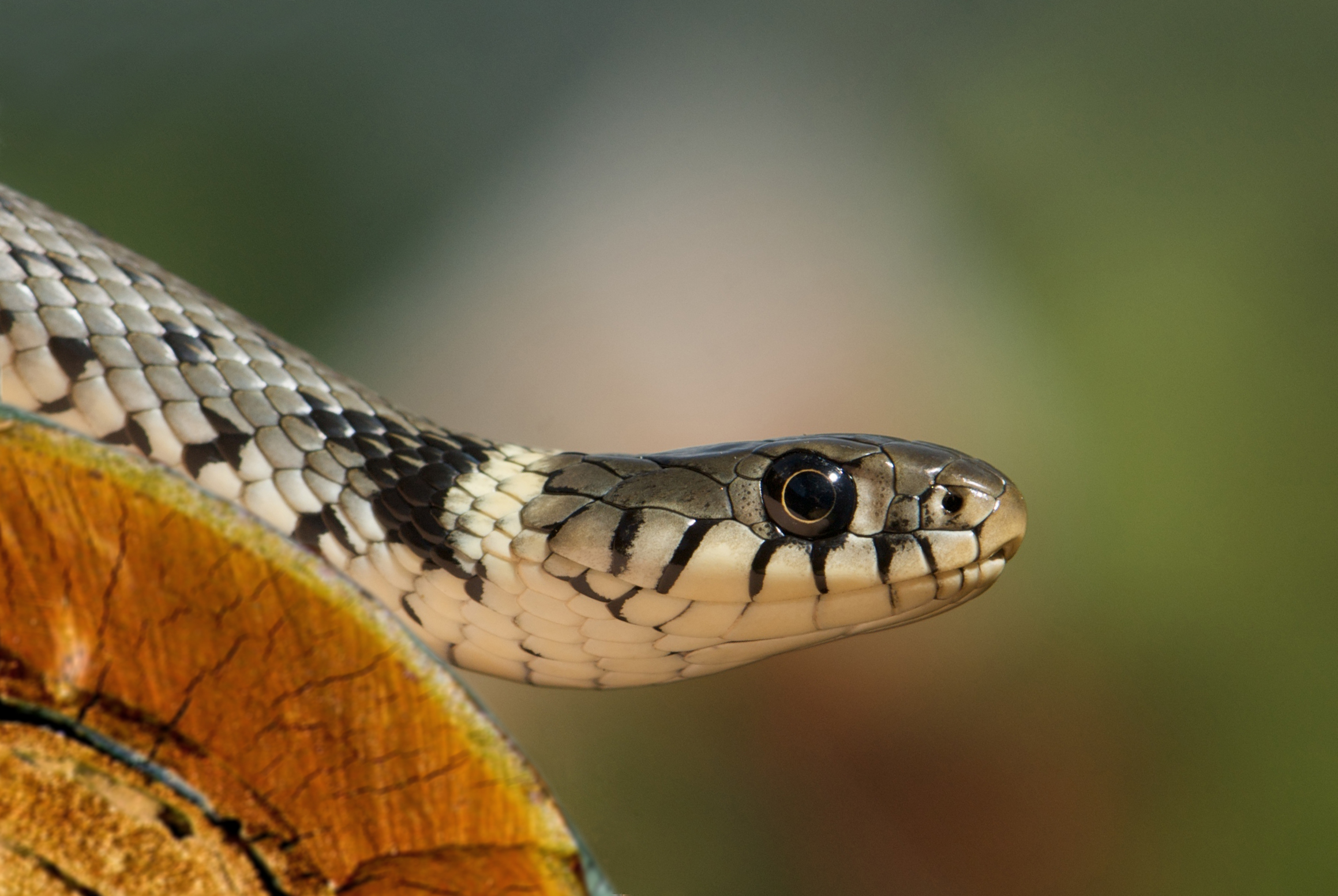
N. helvetica с одним широким тёмным пятном
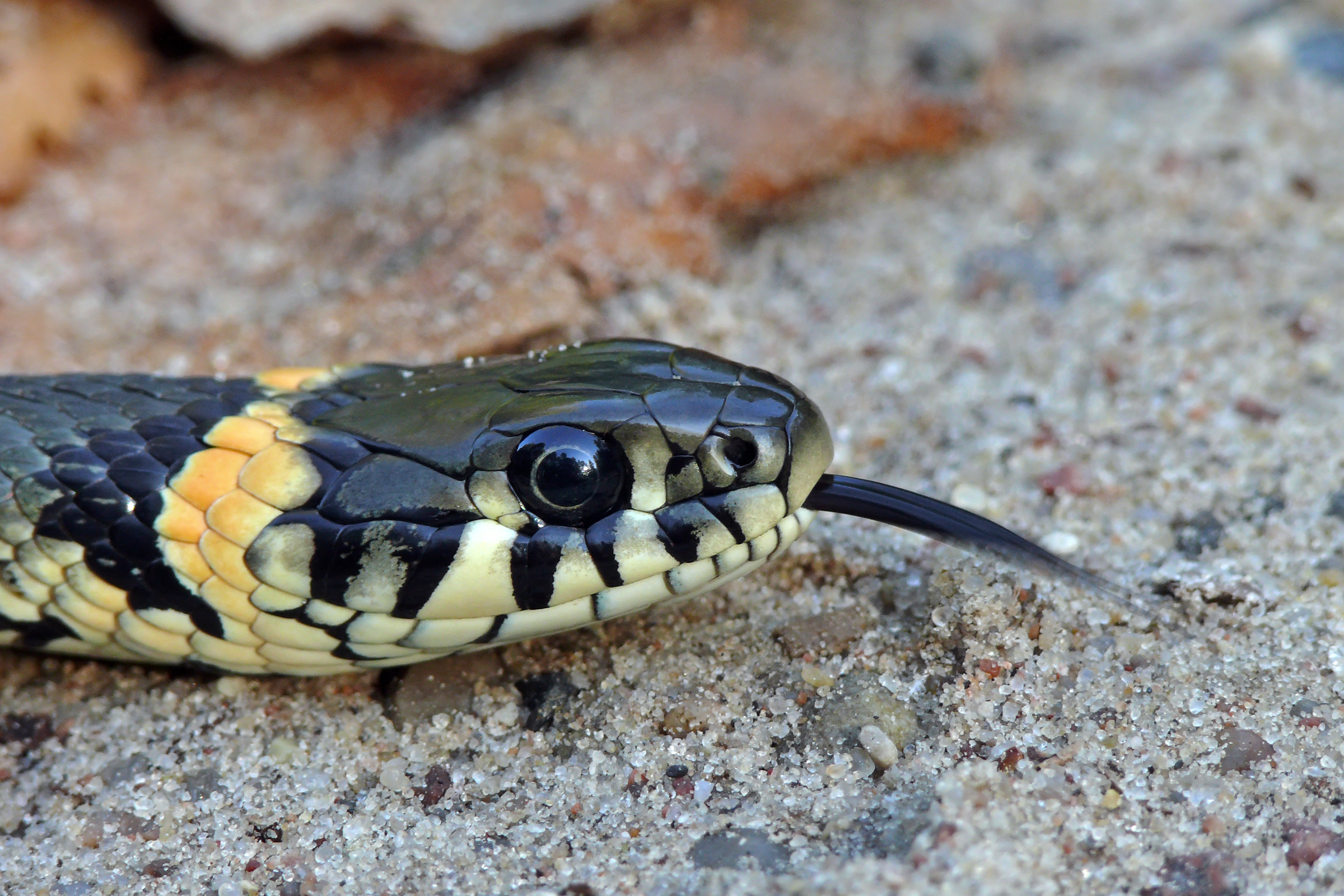
N. natrix с двумя узкими тёмными пятнами

## Ареал и места обитания
Распространён в Западной Европе от Британских островов и Пиренейских гор на западе до Рейнской области и Апеннинского полуострова на востоке. Обитает также на Корсике, Сардинии и Сицилии. 

## Образ жизни
Обитает в сходных с обыкновенным ужом биотопах: в хорошо освещённых широколиственных лесах, заболоченных лесах, поймах рек, прудах, на болотных лугах и заросших тростником побережьях водоёмов. Питается преимущественно земноводными, таких как лягушки и жабы, реже тритонами и их личинками и рыбой. Молодые ужи часто поедают головастиков. Врагами в природе являются цапли, хищные птицы, врановые, а также лисы, куньи, кабаны и домашние кошки. Хорошо плавает, и в случае опасности старается нырнуть в воду. Будучи схваченным, выделяет плохо пахнущий секрет из клоакальных желёз и притворяется мёртвым.
Выход из зимовки наблюдается весной, чаще всего с марта по апрель. Спустя несколько недель после пробуждения начинается брачный сезон. В это время змеи образуют брачные скопления, напоминающие клубки, в которых участвует одна самка и много самцов. После спаривания самка откладывает яйца в субстрат, которым могут выступать компостные или навозные кучи. Через два месяца из яиц вылупляются детёныши.

## Таксономия
Латинское название Coluber Helveticus Lacepède, 1789 было введено французским зоологом Б. Ж. Ласепедом как новое название (nomen novum) для Coluber vulgaris Razoumowsky, 1789, которое являлось младшим вторичным омонимом Natrix vulgaris Laurenti, 1768. В дальнейшем оно использовалось Р. Мертенсом для обозначения западного подвида обыкновенного ужа. В ранге подвида его рассматривали до 2017 года, когда по результатам молекулярно-генетических исследований его статус был повышен до видового.
По данным Reptile Database, признаётся четыре подвида:
- Natrix helvetica helvetica (Lacépède, 1789) — распространён в Великобритании и континентальной Европе от Пиренеев до Рейна.
- Natrix helvetica cetti Gené, 1839 — занимает остров Сардиния.
- Natrix helvetica corsa (Hecht, 1930) — обитает на острове Корсика.
- Natrix helvetica sicula (Cuvier, 1839) — распространён на Апеннинском полуострове и Сицилии.